# Comuna Gherăseni, Buzău
Gherăseni (în trecut și Rotunzeni) este o comună în județul Buzău, Muntenia, România, formată din satele Gherăseni (reședința) și Sudiți.

## Așezare
Comuna se află în zona de câmpie, la sud de Buzău, reședința de județ, și este străbătută de șoseaua DN2C, care leagă acest oraș de Slobozia.

## Demografie
Componența etnică a comunei Gherăseni
     Români (91,82%)
     Romi (3,12%)
     Alte etnii (0,06%)
     Necunoscută (5%)
Componența confesională a comunei Gherăseni
     Ortodocși (94,51%)
     Alte religii (0,29%)
     Necunoscută (5,2%)
Conform recensământului efectuat în 2021, populația comunei Gherăseni se ridică la 3.079 de locuitori, în scădere față de recensământul anterior din 2011, când fuseseră înregistrați 3.456 de locuitori. Majoritatea locuitorilor sunt români (91,82%), cu o minoritate de romi (3,12%), iar pentru 5% nu se cunoaște apartenența etnică. Din punct de vedere confesional, majoritatea locuitorilor sunt ortodocși (94,51%), iar pentru 5,2% nu se cunoaște apartenența confesională.

## Politică și administrație
Comuna Gherăseni este administrată de un primar și un consiliu local compus din 13 consilieri. Primarul, Vasile Țintă[*], de la Partidul Social Democrat, este în funcție din 2016. Începând cu alegerile locale din 2024, consiliul local are următoarea componență pe partide politice:
|  | Partid                    | Consilieri | Componența Consiliului | Componența Consiliului | Componența Consiliului | Componența Consiliului | Componența Consiliului | Componența Consiliului | Componența Consiliului | Componența Consiliului | Componența Consiliului | Componența Consiliului |
|  | ------------------------- | ---------- | ---------------------- | ---------------------- | ---------------------- | ---------------------- | ---------------------- | ---------------------- | ---------------------- | ---------------------- | ---------------------- | ---------------------- |
|  | Partidul Social Democrat  | 10         |                        |                        |                        |                        |                        |                        |                        |                        |                        |                        |
|  | Alianța Dreapta Unită     | 1          |                        |                        |                        |                        |                        |                        |                        |                        |                        |                        |
|  | Partidul Național Liberal | 1          |                        |                        |                        |                        |                        |                        |                        |                        |                        |                        |
|  | Podgoreanu Mădălin-Nicu   | 1          |                        |                        |                        |                        |                        |                        |                        |                        |                        |                        |

## Istorie
Primul sat al comunei purta denumirea de Cremenea; alături de el s-au stabilit pe la 1812 locuitori veniți de pe moșia Rotunda-Brădeanu, formând satul denumit inițial Rotunzeni și rebotezat Gherăseni după ce moșia pe care se afla a fost cumpărată de Ioan Emanuel Gherase. După aceea, a luat ființă și satul Sudiți, populat cu imigranți din Transilvania, scutiți de dări. La sfârșitul secolului al XIX-lea, comuna făcea parte din plasa Câmpul a județului Buzău era formată din satele Bălaia, Cremenea, Gherăseni și Sudiți, cu o populație de 2220 de locuitori, ce trăiau în 426 de case. În comună funcționau o stână, o moară cu aburi, o școală cu 106 elevi (din care 4 fete) și o biserică zidită în 1840 de Ioan Emanuel Gherase. În 1925, comuna este consemnată în plasa Glodeanurile din același județ, având în componență satele Cremenea, Gherăseni și Sudiți, și cătunele Bălaia și Brebeanca, cu o populație totală de 2789 de locuitori. În 1931, cătunul Bălaia a căpătat numele de Andrei Bărbulescu. Cătunele Andrei Bărbulescu și Brebeanca au fost în timp integrate în satul Gherăseni.
În 1950, comuna a fost arondată raionului Buzău din regiunea Buzău și apoi (după 1952) din regiunea Ploiești. În 1968, comuna a revenit la județul Buzău, reînființat, cu această ocazie satul Cremenea fiind desființat și inclus în satul Gherăseni.

## Monumente istorice
Patru obiective din comuna Gherăseni sunt incluse pe lista monumentelor istorice din județul Buzău ca monumente istorice de interes local. Toate sunt situri arheologice, trei la Gherăseni și unul la Sudiți. Astfel, la movila Cremenea de lângă Gherăseni (în zona fostului sat Cremenea), pe malul drept al Călmățuiului, s-au descoperit o așezare de tip tell aparținând culturii Gumelnița din eneolitic (mileniul al IV-lea î.e.n.), o necropolă din secolele al II-lea–al IV-lea e.n. și o altă necropolă medievală din secolele al XV-lea–al XVII-lea. La „Lacul Frâncului”, pe același mal al râului, s-au găsit cinci necropole din perioade diferite: una din eneolitic (mileniul al V-lea î.e.n.), perioada Halstatt (secolul al XII-lea–al V-lea î.e.n.), cultura Cerneahov (secolele al II-lea–al IV-lea e.n.), epoca migrațiilor (secolul al V-lea e.n.) și epoca medievală (secolul al XV-lea–al XVII-lea). Un al treilea sit se află în colțul de nord al fostului sat Cremenea, și cuprinde o altă așezare de tip tell din cultura Gumelnița (mileniul al IV-lea î.e.n.), o așezare aparținând culturii Monteoru (Epoca Bronzului, mileniile al III-lea–al II-lea î.e.n.) și o necropolă medievală din secolele al XV-lea– al XVII-lea.
Situl de la Sudiți, aflat în zona „la crucea lui Ștefan”, la hotarul între Sudiți și Bălai, cuprinde o așezare din cultura ceramicii liniare, din neoliticul timpuriu, una din neoliticul mijlociu (cultura Boian, mileniul al V-lea î.e.n.), apoi una din cultura Gumelnița (eneolitic, mileniul al IV-lea î.e.n.), epoca migrațiilor (secolele al III-lea– al IV-lea e.n.), o necropolă din secolele al VIII-lea–al IX-lea și o așezare a culturii medievale timpurii Dridu (secolele al IX-lea–al XI-lea).